# Kaarlo Koskelo

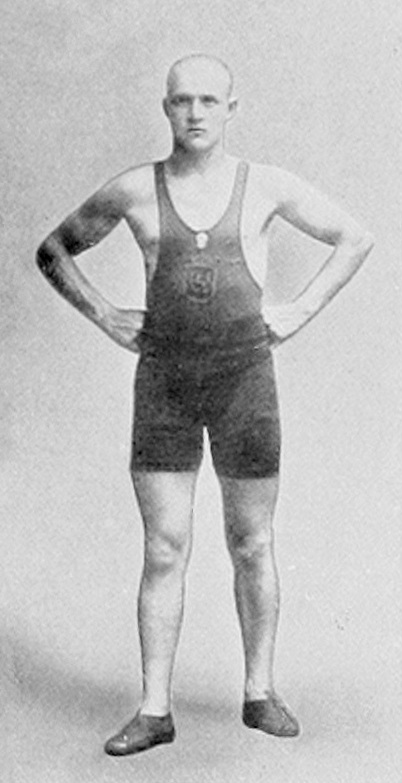
Kaarlo Koskelo 1912

Kaarlo „Kalle“ Koskelo (geboren als Karl Anton Tanelinpoika Ääpälä; * 12. April 1888 in Kotka; † 21. Dezember 1953 in Astoria, Oregon) war ein finnischer Ringer. 
In Finnland gehörte er dem Verein Kotkan Riento an. Bei den Olympischen Sommerspielen 1912 in Stockholm wurde er im Federgewicht vor Georg Gerstacker aus Nürnberg und Otto Lasanen aus Finnland Olympiasieger. Auf dem Weg zur Goldmedaille hatte er fünf seiner acht Gegner geschultert, darunter auch Gerstacker. Im finnischen Bürgerkrieg 1918 kämpfte er als Rotgardist in Savitaipale in Südkarelien. Nach dem Krieg und der Niederlage der Rotgardisten flüchtete er nach Russland, von wo aus er in die Vereinigten Staaten auswanderte. Dort gründete er ein Saunaunternehmen. Der 1,72 Meter große Kaarlo Koskelo galt als großes Talent und Hoffnung des finnischen Ringsports, allerdings blieb sein Olympiaauftritt 1912 in Stockholm sein einziges großes Turnier. Bei finnischen Meisterschaften war er nie an den Start gegangen.

## Erfolge
- 1912, Goldmedaille, OS in Stockholm, GR, Le bis 60 kg, nach Siegen über Heinrich Rauß, Österreich, Carl Hansen, Dänemark, Friedrich Scharrer, Österreich, Carl-Georg Andersson, Schweden, Verner Hetmar, Schweden, Arvo Kangas, Finnland, Georg Gerstacker, Deutschland und Otto Lasanen, Finnland